# Wardour
Wardour – przysiółek w Anglii, w hrabstwie Wiltshire, w civil parish Tisbury. W 1921 roku civil parish liczyła 780 mieszkańców. Wardour jest wspomniana w Domesday Book (1086) jako Werdore.